# Guy Fallot
Guy Fallot (Nancy, 1927 – Lausana, 25 de julio de 2018) fue un violonchelista francés.

## Biografía
El padre de Guy Fallot, Paul Fallot – geólogo y profesor de la Collège de France – tambies fue un gran amante de la música y tocaba el violín. Su madre La madre de Guy Fallot era una reconocida organista aficionada y ocupaba el órgano de la catedral de Nancy. Naturalmente, Guy Fallot comenzó a aprender a tocar el piano con su madre. Ella era muy cercana a Guy Ropartz, de ahí la elección del nombre Guy para su hijo.
Ingresó en el Conservatorio de Lausanne a los nueve años y obtuvo el premio a la virtuosidad a los 14 años. Un año después, con su hermana Monique, ganó el primer premio en el Concurso Sonata de Ginebra. En el Conservatorio de París, obtuvo el primer premio en la clase de Paul Bazelaire en 1946.
Enseñó principalmente en los conservatorios de Ginebra y Lausana, donde formó a muchos alumnos.
Siguió una carrera internacional, interrumpida durante un tiempo por un problema en la mano, y tocó en todo el mundo, en sonata con la pianista Rita Possa, también su acompañante en sus clases en el conservatorio. Entre sus grabaciones se encuentra una de la década de 1950 del Concierto para violonchelo de Dvořák con el Rundfunk Baden-Baden del suroeste de Alemania, dirigido por André Jouve en el sello Ducretet-Thomson.